# Neoclytus cacicus
Neoclytus cacicus är en skalbaggsart som först beskrevs av Louis Alexandre Auguste Chevrolat 1860. Neoclytus cacicus ingår i släktet Neoclytus och familjen långhorningar.
Artens utbredningsområde är:
- Belize.
- El Salvador.
- Guatemala.
- Honduras.
- Nicaragua.
- Panama.
- Venezuela.

Inga underarter finns listade i Catalogue of Life.